# تپه تنوردر (هفت امامزاده)
تپه تنوردر (هفت امامزاده) مربوط به دوران پیش از تاریخ ایران باستان تا دوران‌های تاریخی پس از اسلام است و در شهرستان دورود، بخش مرکزی، روستای تنوردر واقع شده و این اثر در تاریخ ۲۴ اسفند ۱۳۸۳ با شمارهٔ ثبت ۱۱۷۱۸ به‌عنوان یکی از آثار ملی ایران به ثبت رسیده است.